# Aleksandr Petrov
Aleksandr Petrov (n. 23 septembrie 1876, Eleț, gubernia Oriol⁠(d), Imperiul Rus – d. februarie 1941, Leningrad, RSFS Rusă, URSS) a fost un luptător ce a reprezentat Imperiul Rus, medaliat olimpic. A participat la o ediție a Jocurilor Olimpice (1908) în care a câștigat o medalie de argint.

## Participări
Lista de mai jos prezintă principalele competiții la care a participat Aleksandr Petrov de-a lungul carierei.
- wrestling at the 1908 Summer Olympics – men's Greco-Roman heavyweight[*]